# 肥前電気鉄道
肥前電気鉄道（ひぜんでんきてつどう）は、かつて佐賀県藤津郡塩田町および嬉野町（現在はいずれも嬉野市）内において運行されていた軌道・鉄道路線（路面電車）およびその運営事業者（肥前電気鉄道株式会社）である。
会社は1911年（明治44年）に設立。路線は1915年（大正4年）に開業し、1931年（昭和6年）に全線廃止となった。その後会社は肥前電気株式会社という電力会社として存続するが、1937年（昭和12年）に東邦電力へと事業を譲渡して消滅した。

## 歴史
九州鉄道（初代）が、現在の九州旅客鉄道（JR九州）佐世保線・大村線・長崎本線にあたる山口駅（現・江北駅） - 諫早駅間ルートを建設する際、温泉宿に泊まるものがいなくなって街が寂れることを懸念した嬉野町は、当初同町中心部に路線が通される予定であったものを一蹴してしまい、後になって鉄道の至便性を見て「痛哭の思い」「百年の悔い」と大いに悔いたといわれる。鉄道忌避伝説の一種である。
真偽はともかく嬉野では、高橋駅 - 武雄駅前駅 - 塩田駅 - 祐徳門前駅間の鉄道路線を開業させていた祐徳軌道（1904年（明治37年）開業、1931年（昭和6年）廃止）に接続させる形で、塩田 - 嬉野間に電気鉄道線を建設することにした。こうして1915年（大正4年）12月に開業したのが肥前電気鉄道である。計画では嬉野から先、長崎本線（当時）彼杵駅までの建設も予定されており、工事も実施されたが、資金難により未完成のまま中止された。また嬉野と長崎本線武雄駅（現・武雄温泉駅）を結ぶ路線の免許も取得していたが、着工に至らず免許取消しとなった。その後国鉄バスが1942年（昭和17年）に武雄 - 彼杵間を嬉野線として開業させている。
鉄道事業のほか、自社で発電所を保有し、沿線の藤津郡と近隣の杵島郡および長崎県東彼杵郡の一部地域において電気供給事業も行っていた。しかし会社の経営は思わしくなく、1920年代には兼業の電気事業の収益により業績を維持していたが、昭和恐慌により電力需要が下がり業績が落ち込んでいった。加えてバスの発達により輸送人員が減少し、さらに祐徳軌道の廃止が決定打となり1931年（昭和6年）に鉄道路線は全廃された。廃線前年の1930年（昭和5年）、大手電力会社東邦電力が当時の社長から株式を買収。その後1932年（昭和7年）5月に「肥前電気株式会社」へと改称して電力会社として一旦存続したが、事業は1937年（昭和12年）10月31日付で東邦電力へと渡った。
なお、現在祐徳軌道の事実上の後身である祐徳自動車がかつての肥前電気鉄道と一部の経由地や停留所の名称が一致する路線バスを嬉野から塩田を経由して鹿島の祐徳稲荷神社まで運行している。

### 年表
- 1908年（明治41年）11月30日 : 長崎県東彼杵郡彼杵村（現・東彼杵町）蔵本郷から嬉野・塩田・北方駅を経由し、佐賀県小城郡北多久村（現・多久市）莇原（多久駅付近）に至る26マイル75チェーン (43.3km) の軌道路線（軌道法準拠）の特許を嬉野電車軌道の名で出願。
- 1909年（明治42年）7月1日 : 嬉野電車軌道が上記特許を取得[5]。
- 1911年（明治44年）2月28日 : 肥前電気軌道株式会社として会社設立。社長は天狗煙草の岩谷松平[6]。
- 1912年（明治45年）
  - 6月12日 : 塩田から杵島郡武雄町（現・武雄市）に至る路線の特許を取得。
  - 7月23日 : 電気供給事業経営許可[7]。
- 1913年（大正2年）
  - 4月5日 : 塩田 - 武雄間を軌道から軽便鉄道（軽便鉄道法準拠）に変更、特許を返納し免許を取得[8]
  - 6月14日 : 塩田 - 北多久間の起業廃止、特許返納。
  - 8月1日 : 電気供給事業開業[7]。
- 1915年（大正4年）
  - 11月25日 : 社名を肥前電気鉄道株式会社に変更。
  - 12月21日 : 塩田 - 嬉野間開業。
- 1917年（大正6年）4月18日 : 新彼杵（彼杵駅に隣接） - 塩田間の免許を取得（軽便鉄道法準拠）[9]。
- 1918年（大正7年）
  - 1月28日 : 塩田 - 武雄間の免許失効[10]。
  - 2月1日 : 塩田 - 嬉野間を鉄道路線に転換（手続き上は塩田 - 嬉野間の軌道路線の廃止および鉄道路線の開業）[11]。
- 1919年（大正8年）
  - 1月22日 : 南大草野駅を大草野駅に改称[12]。
  - 3月1日 : 橋山駅を設置[13]。
- 1927年（昭和2年）6月14日 : 新彼杵 - 嬉野間の起業廃止、免許返納[14]。
- 1931年（昭和6年）12月25日 : 塩田 - 嬉野間全線廃止[15]。鉄道事業から撤退。
- 1932年（昭和7年）5月 : 肥前電気株式会社へ社名変更[4]。
- 1937年（昭和12年）10月31日 : 東邦電力へ事業譲渡[4]。

## 鉄道路線

### 路線データ
1925年（大正14年）当時
- 路線距離：嬉野 - 塩田間 9.7km
- 軌間：1067mm
- 停留所数：9
- 複線区間：なし（全線単線）
- 電化区間：全線直流600V

### 運行概要
1930年（昭和5年）4月1日当時
21往復（6-22時台に、朝時間帯は毎時2往復、その他は毎時1往復）

### 停留場一覧
嬉野 - 下宿 - 今寺 - 式浪 - 大草野（←南大草野） - 橋山 - 美野 - 宮ノ元 - 塩田

### 接続路線
- 塩田：祐徳軌道線

祐徳軌道の塩田停留所は、現在の嬉野市役所塩田庁舎前付近にあたる国道上に位置しており、肥前電気鉄道の塩田駅はそこから100メートルから200メートル程度離れた位置に所在していた。

## 車両

### 電車
開業時に梅鉢鉄工所でオープンデッキの木造2軸単車1・2号を、1917年（大正6年）にほぼ同形の車両3・4号を丹羽電機製作所（京都市）で製造した。1931年（昭和6年）、廃止直前に小倉電気軌道（後の西日本鉄道北方線）に3・4を譲渡し、廃止後に1・2も同社に譲渡している。
小倉電気軌道では7-10となり、九州電気軌道・西日本鉄道に引き継がれ、戦後まで使用された（小倉電気軌道の電車も参照）。

### 貨車
開業時に深川造船所（大川町、現大川市）製の有蓋車ユ21・22を製造し、1924年（大正13年）に無蓋車ム31を追加製造した。機関車は保有せず、電車が貨車をけん引していた。

## 発電所
自社の水力発電所として嬉野町内に岩屋川発電所が存在した。同発電所は鉄道開通直前の1915年（大正4年）9月に運転を開始。塩田川水系岩屋川（岩屋川内川）から取水する発電所で、運転開始当初はスウェーデン製水車・日立製作所製発電機各1台（発電所出力40キロワット）、1936年時点では日立製作所製ペルトン水車・発電機各2台（発電機1台のみ奥村電機製、発電所出力170キロワット）を備えた。
この岩屋川発電所は肥前電気から東邦電力・九州配電を経て九州電力へと引き継がれて九州電力岩屋川発電所（北緯33度3分37.3秒 東経129度59分6.2秒 / 北緯33.060361度 東経129.985056度）となり、1991年（平成3年）より出力150キロワットで運転されている。

## 電気供給事業
肥前電気鉄道（肥前電気）の電気供給事業は、鉄道路線の開通よりも2年早い1913年（大正2年）8月1日に開業した。東邦電力への事業譲渡の前年、1936年（昭和11年）12月末時点の電灯・電力供給区域は以下の通り。
- 佐賀県杵島郡（16町村）：
  - 西川登村・東川登村・橘村・朝日村・北方村の一部（現・武雄市）
  - 橋下村（現・武雄市・白石町）
  - 大町町
  - 江北村の一部（現・江北町）
  - 須古村・六角村・福治村・北有明村・福富村・南有明村・錦江村・竜王村（現・白石町）
- 佐賀県藤津郡（4町村）：
  - 嬉野町・吉田村・五町田村の一部・塩田村の一部（現・嬉野市）
- 長崎県東彼杵郡（3町村）：
  - 千綿村・彼杵村（現・東彼杵町）
  - 川棚町

電気供給事業の供給成績は、肥前電気鉄道時代の1931年（昭和6年）10月末時点で電灯供給3万3557灯・電力供給500馬力、肥前電気時代末期の1936年10月末時点では電灯供給3万7438灯・電力供給818.5馬力・電熱供給24キロワットであった。

## 輸送・収支実績
| 年度 | 輸送人員（人） | 貨物量（トン） | 営業収入（円） | 営業費（円） | 営業益金（円） | その他益金（円）              | その他損金（円）        | 支払利子（円） | 政府補助金（円） |
| ---- | -------------- | -------------- | -------------- | ------------ | -------------- | ----------------------------- | ----------------------- | -------------- | ---------------- |
| 1916 | 87,795         | 112            | 9,775          | 42,731       | ▲ 32,956       | 副業7291 貯蔵品売却益金29,011 |                         | 3,249          |                  |
| 1917 | 131,711        | 312            | 14,676         | 31,579       | ▲ 16,903       | 電気供給33,503                |                         | 16,352         |                  |
| 1918 | 137,521        | 373            | 19,158         | 30,792       | ▲ 11,634       | 電灯益金25,575                | 13,584                  |                |                  |
| 1919 | 194,699        | 1,196          | 25,631         | 32,236       | ▲ 6,605        | 電灯営業益金19,787            | 減価償却金10,000        |                |                  |
| 1920 | 202,136        | 1,003          | 32,186         | 38,166       | ▲ 5,980        |                               |                         |                | 12,699           |
| 1921 | 203,362        | 845            | 32,057         | 31,686       | 371            |                               |                         |                |                  |
| 1922 | 192,217        | 1,177          | 30,266         | 31,159       | ▲ 893          |                               |                         |                |                  |
| 1923 | 204,926        | 977            | 31,318         | 37,341       | ▲ 6,023        | 電灯補助18,378 電灯業201,176  | 電灯業その他115,764     | 5,073          | 29,092           |
| 1924 | 225,736        | 1,406          | 32,371         | 36,829       | ▲ 4,458        | 電灯業86,631                  |                         |                | 29,283           |
| 1925 | 215,344        | 756            | 30,308         | 40,302       | ▲ 9,994        | 電灯業76,011                  |                         |                | 29,281           |
| 1926 | 224,002        | 638            | 29,605         | 45,025       | ▲ 15,420       | 電灯業136,899                 |                         |                | 18,832           |
| 1927 | 232,740        | 692            | 30,058         | 42,405       | ▲ 12,347       | 電灯業130,764                 | 償却金14,577 雑損1,293  | 1,166          |                  |
| 1928 | 223,435        | 687            | 27,998         | 42,684       | ▲ 14,686       | 電灯業160,192                 | 償却金その他40,630      |                |                  |
| 1929 | 218,301        | 451            | 25,330         | 40,619       | ▲ 15,289       | 電灯業129,811                 | 償却金15,585            | 877            |                  |
| 1930 | 195,000        | 400            | 22,204         | 39,362       | ▲ 17,158       | 電灯業123,343                 | 雑損償却金29,755        |                |                  |
| 1931 | 149,938        | 326            | 15,308         | 28,955       | ▲ 13,647       | 電灯電力業97,124              | 償却金22,000 雑損10,887 |                |                  |
| 1932 |                |                | 418            | 9,373        | ▲ 8,955        | 電灯電力業82,802              | 雑損52,134              |                |                  |

- 鉄道院鉄道統計資料、鉄道省鉄道統計資料、鉄道統計資料各年度版